# Montpalau (Pineda de Mar)
El Montpalau, o turó de Montpalau, és una muntanya de 265 metres que es troba al municipi de Pineda de Mar, a la comarca del Maresme. Es troba al vessant pinedenc del massís del Montnegre i es caracteritza pel seu sòl calcari i poc profund que no permet el desenvolupament del bosc, quedant un espai obert que permet la presència d'una flora de gran interès. La vista panoràmica de l'Alt Maresme és immillorable.
Aquest cim està inclòs al llistat dels 100 cims de la FEEC.
Al seu cim s'hi poden veure les restes de l'antic castell de Montpalau. Molts segles abans de la construcció del castell, el lloc havia estat ocupat per un assentament ibèric que ha deixat nombrosos vestigis, datables a partir del segle iv aC i de poblament que van tenir continuïtat en època romana. Probablement, la major part de la pedra d'aquest antic assentament degué ser utilitzada per a l'edificació del castell medieval.
Als seus vessants s'hi poden trobar masies com la de Can Cànoves o la Pedrera de Montpalau.